# Cmentarz żydowski w Jarocinie (województwo podkarpackie)
Cmentarz żydowski w Jarocinie – zbiorowa mogiła Żydów rozstrzelanych przez Niemców w latach 1942-1943. Mieści się przy szosie Jarocin – Nalepy, z lewej strony naprzeciwko nekropolii rzymskokatolickiej. Na miejscu znajduje się pomnik upamiętniający ofiary.